# 板升乡
板升乡，是中华人民共和国广西壮族自治区河池市大化瑶族自治县下辖的一个乡镇级行政单位。

## 行政区划
板升乡下辖以下地区：
升平村、板烈村、弄纪村、弄纳村、弄冠村、弄雷村、弄系村、八好村、弄立村、弄从村、弄郎村、弄勇村和三洞村。

## 中国传统村落
2013年8月，弄立村二队被评为第二批中国传统村落。